# Nehemiah Perry

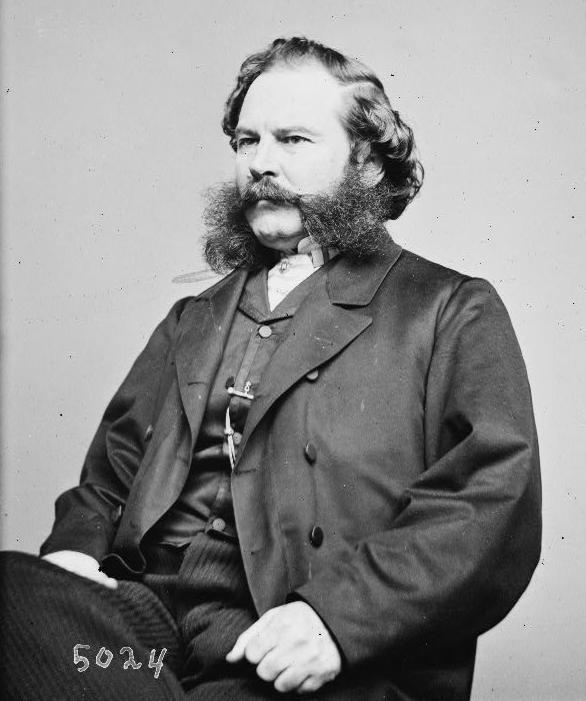
Nehemiah Perry

Nehemiah Perry (* 30. März 1816 in Ridgefield, Connecticut; † 1. November 1881 in Newark, New Jersey) war ein US-amerikanischer Politiker. Zwischen 1861 und 1865 vertrat er den Bundesstaat New Jersey im US-Repräsentantenhaus.

## Werdegang
Nehemiah Perry besuchte das Wesleyan Seminary in Ridgefield. Danach arbeitete er als Ladenangestellter in Norwalk und in New York City. Im Jahr 1836 zog er nach Newark, wo er in der Kleiderherstellung und im Kleiderhandel tätig war. Gleichzeitig begann er als Mitglied der Demokratischen Partei eine politische Laufbahn. In den Jahren 1850 und 1856 gehörte er der New Jersey General Assembly an, deren Präsident er im Jahr 1856 war. 1852 saß er im Stadtrat in Newark.
Bei den Kongresswahlen des Jahres 1860 wurde Perry im fünften Wahlbezirk von New Jersey in das US-Repräsentantenhaus in Washington, D.C. gewählt, wo er am 4. März 1861 die Nachfolge von William Pennington antrat. Nach einer Wiederwahl konnte er bis zum 3. März 1865 zwei Legislaturperioden im Kongress absolvieren. Diese waren von den Ereignissen des Bürgerkrieges geprägt. Im Jahr 1864 verzichtete Perry auf eine erneute Kandidatur. Nach dem Ende seiner Zeit im US-Repräsentantenhaus arbeitete er wieder in der Bekleidungsindustrie. Im Jahr 1873 wurde er zum Bürgermeister von Newark gewählt. Er starb am 1. November 1881 in dieser Stadt.